# Lamine Yamal
Lamine Yamal Nasraoui Ebana (* 13. července 2007 Mataró), známý jako Lamine Yamal, je španělský profesionální fotbalista, který hraje na pozici křídelníka za španělský klub FC Barcelona a za španělský národní tým.Ve svých 17 letech vyhrál Mistrovství Evropy ve fotbale 2024 a také Golden Boye pro rok 2024.

## Klubová kariéra

### Barcelona
Lamine Yamal, který původně hrál v mládežnických řadách La Masia, byl brzy považován za jednoho z největších talentů akademie.

#### Sezóna 2022/23
Yamal byl poprvé povolán do A-týmu před začátkem sezóny 2022/23. Yamal byl vybrán trenérem Xavim, aby trénoval s prvním týmem spolu s dalšími mladíky na začátku září 2022. V prvním týmu debutoval 29. dubna 2023, když v 83. minutě nahradil Gaviho při výhře 4:0 nad Realem Betis v La Lize a stal se nejmladším hráčem, který kdy nastoupil za první tým Barcelony ve věku 15 let, 9 měsíců a 16 dní. Ve své první sezóně mezi dospělými vyhrál s klubem španělskou La Ligu.

#### Sezóna 2023/24
Lamine si připsal svůj první start za klub 20. srpna 2023 při vítězství 2:0 nad Cádizem na Estadi Olímpic Lluís Companys. Jeho první start se setkal s potleskem fanoušků soupeře, když byl pět minut před koncem zápasu vystřídán. Ve svém dalším startu byl Lamine vyhlášen mužem zápasu poté, co 28. srpna 2020 přispěl ke dvěma gólům Gaviho a Roberta Lewandowského při vítězství 4:3 nad Villarrealem. Díky svým výkonům byl jmenován hráčem měsíce srpna do 23 let. 19. září debutoval v Lize mistrů při vítězství 5:0 nad Antverpami. 2. října Lamine prodloužil smlouvu s Barcelonou do roku 2026 s výkupní klauzulí ve výši 1 miliardy eur. O dva dny později nastoupil ke svému prvnímu zápasu Ligy mistrů proti Portu. 8. října vstřelil svůj první gól za první tým při venkovní remíze 2:2 s Granadou a 28. října se poprvé objevil v El Clásicu jako náhradník při domácí prohře 2:1. Dne 4. prosince 2023 byla Laminemu předána inaugurační trofej Golden Boy The Youngest, která se uděluje nejmladšímu hráči nominovanému na cenu Golden Boy. Následně, v den obřadu, nebyl Lamine přítomen kvůli škole.
Dne 11. ledna 2024 skóroval při výhře 2:0 nad Osasunou v semifinále Supercopa de España a stal se tak ve věku 16 let a 182 dní nejmladším hráčem, který v Supercopě skóroval. Lamine pak odehrál posledních 29 minut finále proti Realu Madrid 14. ledna. O dva týdny později, 25. ledna, skóroval ve čtvrtfinále Copa del Rey proti Athleticu Bilbao při konečné prohře 4:2 po prodloužení a stal se nejmladším střelcem v historii soutěže. 11. února vstřelil první gól při remíze 3:3 proti Granadě a byl vyhlášen mužem zápasu. V sezóně 2023/24 skončila Barcelona v La Lize na druhém místě a svou jízdu Ligou mistrů ukončila ve čtvrtfinále poté, co ji vyřadil Paris Saint-Germain.
V 16 letech překonal Lamine během sezóny za Barcelonu několik rekordů, když odehrál 50 zápasů ve všech soutěžích. V La Lize se Lamine stal nejmladším hráčem v základní sestavě Barcelony, nejmladším hráčem, který zaznamenal asistenci, nejmladším hráčem, který skóroval za Barcelonu a, nejmladším hráčem v La Lize, který se objevil v dresu Barcelony v El Clásicu, nejmladším hráčem, který vstřelil branku v La Lize a prvním hráčem v historii, který dosáhl tohoto rekordu ve věku do 17 let. Stal se také nejmladším hráčem, který v La Lize zaznamenal více než 10 gólových příspěvků ve věku 16 let a 213 dní. V Lize mistrů se stal druhým nejmladším hráčem, který se objevil v poháru (po Youssoufovi Moukokovi), nejmladším hráčem uvedeným v základní sestavě a nejmladším hráčem, který hrál ve vyřazovací fázi.

## Reprezentační kariéra

### Mládežnická kariéra
Lamine Yamal reprezentoval Španělsko v mládežnických kategoriích; v roce 2023 se stal nejlepším střelcem mistrovství Evropy hráčů do 17 let se čtyřmi góly.

### Seniorská kariéra
Yamal dostal 1. září 2023 premiérovou pozvánku do španělské reprezentace jako nejmladší hráč v historii. Trenér Luis de la Fuente ho nominoval k nadcházejícím zápasům kvalifikace mistrovství Evropy proti Gruzii a Kypru. Stal se nejmladším hráčem který dal gól za španělskou reprezentaci 8. září 2023 při výhře 7:1 nad Gruzií ve věku 16 let a 56 dní. Ve věku 16 let a 57 dní se stal nejmladším hráčem a střelcem Španělska, čímž překonal rekordy, které držel Gavi, který debutoval ve věku 17 let, 62 dní a skóroval ve věku 17 let a 304 dní. Kromě toho se Lamine stal nejmladším střelcem v kvalifikačním zápase na Mistrovství Evropy ve fotbale, když překonal velšského fotbalistu Garetha Balea, který skóroval ve věku 17 let a 83 dní. Lamine byl povolán do španělského týmu v říjnu 2023 pro zbývající kvalifikační zápasy na Euro proti Skotsku a Norsku. Španělsko vyhrálo oba zápasy a kvalifikovalo se na Mistrovství Evropy ve fotbale 2024.
Dne 7. června 2024 byl vybrán do 26členného kádru pro turnaj. 15. června debutoval na Mistrovství Evropy proti Chorvatsku a stal se nejmladším hráčem, který se na turnaji objevil, ve věku 16 let a 338 dní, čímž překonal předchozí rekord Poláka Kacpera Kozłowského. Během zápasu s Chorvatskem se také stal nejmladším hráčem, který si připsal asistenci, když připravil gól Daniho Carvajala při vítězství 3:0. V zápase osmifinále proti Gruzii se stal nejmladším hráčem, který se objevil ve vyřazovací fázi, čímž překonal rekord Judea Bellinghama a navíc si připsal další asistenci při vítězství 4:1.
Ve čtvrtfinále proti Německu při výhře 2:1 si opět připsal důležitou asistenci a vyrovnal španělský rekord v počtu tří asistencí v jednom ročníku Mistrovství Evropy (po Cescu Fàbregasovi v roce 2008, Davidu Silvovi v roce 2012 a Dani Olmovi v roce 2020). První gól Španělska vstřelil 9. července při semifinálovém vítězství 2:1 nad Francií střelou zpoza pokutového území a stal se tak nejmladším střelcem v historii Eura, čtyři dny před svými 17. narozeninami, a o více než rok mladším než předchozí rekordman Johan Vonlanthen.

## Styl hry
Yamal je levonohý útočník se skvělými schopnostmi driblingu, přihrávek a skórování, je schopen hrát jako střední útočník, ofenzivní záložník nebo křídlo, většinou na pravém křídle.
Se svým technickým profilem byl Lamine Yamal brzy srovnáván s argentinským idolem Lionelem Messim, stejně jako mnoho dalších hráčů La Masia před ním, ale také s Ansu Fatim.

## Osobní život
Lamine Yamal se narodil ve španělském Mataró marockému otci a matce z Rovníkové Guineje.

## Statistiky

### Klubové
Platí k zápasu hranému 25. května 2025.
| Klub              | Sezóna            | Liga               | Liga   | Liga | Národní pohár | Národní pohár | Kontinentální | Kontinentální | Ostatní | Ostatní | Celkově | Celkově |
| Klub              | Sezóna            | Soutěž             | Zápasy | Góly | Zápasy        | Góly          | Zápasy        | Góly          | Zápasy  | Góly    | Zápasy  | Góly    |
| ----------------- | ----------------- | ------------------ | ------ | ---- | ------------- | ------------- | ------------- | ------------- | ------- | ------- | ------- | ------- |
| Barcelona Atlètic | 2022/23           | Primera Federación | 1      | 0    | –             | –             | –             | –             | 2       | 0       | 3       | 0       |
| Barcelona         | 2022/23           | La Liga            | 1      | 0    | 0             | 0             | 0             | 0             | 0       | 0       | 1       | 0       |
| Barcelona         | 2023/24           | La Liga            | 37     | 5    | 1             | 1             | 10            | 0             | 2       | 1       | 50      | 7       |
| Barcelona         | 2024/25           | La Liga            | 35     | 9    | 5             | 2             | 13            | 5             | 2       | 2       | 55      | 18      |
| Barcelona         | Celkově           | Celkově            | 73     | 14   | 6             | 3             | 23            | 5             | 4       | 3       | 106     | 25      |
| Celkově v kariéře | Celkově v kariéře | Celkově v kariéře  | 74     | 14   | 6             | 3             | 23            | 5             | 6       | 3       | 109     | 25      |

### Reprezentační
Platí k zápasu hranému 8. června 2025.
| Národní tým | Rok     | Zápasy | Góly |
| ----------- | ------- | ------ | ---- |
| Španělsko   | 2023    | 4      | 2    |
| Španělsko   | 2024    | 13     | 1    |
| Španělsko   | 2025    | 4      | 3    |
| Celkově     | Celkově | 21     | 6    |

#### Reprezentační góly
Skóre a výsledky Španělska jsou vždy zapsány jako první. Góly Lamina Yamala jsou zvýrazněny.
| Gól | Datum              | Místo                                              | Zápas | Soupeř     | Skóre | Výsledek     | Soutěž                                            |
| --- | ------------------ | -------------------------------------------------- | ----- | ---------- | ----- | ------------ | ------------------------------------------------- |
| 1.  | 8. září 2023       | Národní stadion Borise Paičadzeho, Tbilisi, Gruzie | 1.    | Gruzie     | 7:1   | 7:1          | Kvalifikace na Mistrovství Evropy ve fotbale 2024 |
| 2.  | 16. listopadu 2023 | Alphamega Stadium, Lemesos, Kypr                   | 3.    | Kypr       | 1:0   | 3:1          | Kvalifikace na Mistrovství Evropy ve fotbale 2024 |
| 3.  | 9. července 2024   | Allianz Arena, Mnichov, Německo                    | 13.   | Francie    | 1:1   | 2:1          | Mistrovství Evropy ve fotbale 2024                |
| 4   | 23. března 2025    | Estadio Mestalla, Valencie, Španělsko              | 19.   | Nizozemsko | 3:2   | 3:3 (5:4 p.) | Liga národů UEFA 2024/2025 – Liga A               |
| 5   | 5. června 2025     | MHPArena, Stuttgart, Německo                       | 20.   | Francie    | 3:0   | 5:4          | Liga národů UEFA 2024/2025                        |
| 6   | 5. června 2025     | MHPArena, Stuttgart, Německo                       | 20.   | Francie    | 5:1   | 5:4          | Liga národů UEFA 2024/2025                        |

## Úspěchy
Barcelona
- La Liga: 2022/23
- Supercopa: 2025
- Copa del Rey: 2024/25

- La Liga: 2024/25

Individuální
- Hráč měsíce La Ligy do 23 let: srpen 2023
- Hráč sezóny La Ligy do 23 let: 2023/24
- Mládežnická cena podle Tuttosport's: 2023
- Globe Soccer Awards – Emerging Player: 2024
- IFFHS Men's Youth (U20) UEFA Team: 2023
- Nejlepší střelec Mistrovství Evropy ve fotbale hráčů do 17 let: 2023
- Tým turnaje Mistrovství Evropy ve fotbale hráčů do 17 let: 2023
- Gól měsíce La Ligy: březen 2024
- Kopa trophy: 2024
- Golden boy: 2024

Španělsko
- UEFA Euro: 2024